# アップル・ヴィーナス・ヴォリューム 1
『アップル・ヴィーナス・ヴォリューム 1 』(原題：Apple Venus Volume 1) は、1999年にリリースされた XTCの11作目のスタジオ・アルバム。バンドが立ち上げたクッキング・ヴァイナル傘下のレーベルアイデア・レコードからリリースされた。アメリカではTVTレコードから発売された。レコーディングは1999年1月から8月にかけて行われた。
当初は2枚組（次作「ワスプ・スター」の曲を含む）で制作を進めていたが、結局比較的穏やかな曲が本作に収められ、ロック色が強い曲は次作に収められた。

## 収録曲
※特記なき限りアンディ・パートリッジ作詞・作曲
| #   | タイトル                                                         | 作詞・作曲             | 時間 |
| --- | ---------------------------------------------------------------- | ---------------------- | ---- |
| 1.  | 「リバー・オブ・オーキッズ」(River of Orchids)                   |                        | 5:53 |
| 2.  | 「アイド・ライク・ザット」(I'd Like That)                        |                        | 3:50 |
| 3.  | 「イースター・シアター」(Easter Theatre)                         |                        | 4:37 |
| 4.  | 「ナイツ・イン・シャイニング・カルマ」(Knights in Shining Karma) |                        | 3:39 |
| 5.  | 「フリヴォラス・トゥナイト」(Frivolous Tonight)                  | コリン・モールディング | 3:10 |
| 6.  | 「グリーンマン」(Greenman)                                       |                        | 6:17 |
| 7.  | 「ユア・ディクショナリー」(Your Dictionary)                      |                        | 3:14 |
| 8.  | 「フルーツ・ナッツ」(Fruit Nut)                                  | コリン・モールディング | 3:01 |
| 9.  | 「アイ・キャント・オウン・ハー」(I Can't Own Her)                |                        | 5:26 |
| 10. | 「ハーヴェスト・フェスティヴァル」(Harvest Festival)             |                        | 4:15 |
| 11. | 「ザ・ラスト・バルーン」(The Last Balloon)                       |                        | 6:40 |

## レコーディング・メンバー

### XTC
- アンディ・パートリッジ (Andy Partridge) - ボーカル、ギター、キーボード・プログラミング
- コリン・モールディング (Colin Moulding) - ボーカル、ベース

### 参加ミュージシャン
- マイク・バット (Mike Batt) - オーケストラ・アレンジ 「Greenman」「I Can't Own Her」
- ヘイドン・ベンドール (Haydn Bendall) - キーボード
- ガイ・バーカー (Guy Barker) - トランペット、フリューゲルホルン・ソロ「The Last Balloon」
- ニック・デイヴィス (NIck Davis) - キーボード
- デイヴ・グレゴリー (Dave Gregory) - ピアノ、キーボード、キーボード・プログラミング、ギター、バック・ボーカル
- プレイリー・プリンス (Prairie Prince) - ドラム、パーカッション
- スティーヴ・シドウェル (Steve Sidwell) - トランペット・ソロ 「Easter Theatre」
- ギャヴィン・ライト (Gavin Wright)指揮、ロンドン・セッション・オーケストラの全曲アレンジ

### スタッフ
- ヘイドン・ベンドール (Haydn Bendall) - プロデュース、エンジニア
- ニック・デイヴィス (NIck Davis) - アディショナル・プロデュース、エンジニア、ミキシング
- サイモン・ドーソン (Simon Dawson) - ミックス・アシスタント
- アラン・ダグラス (Alan Douglas) - レコーディング・エンジニア
- バリー・ハモンド (Barry Hammond) - レコーディング・エンジニア
- ティム・ヤング (Tim Young) - マスタリング